# Andeomezentia visenda
Andeomezentia visenda är en insektsart som först beskrevs av Rehn, J.A.G. 1938.  Andeomezentia visenda ingår i släktet Andeomezentia och familjen Romaleidae. Inga underarter finns listade i Catalogue of Life.